# Pleurotus cystidiosus
Pleurotus cystidiosus är en svampart som beskrevs av O.K. Mill. 1969. Pleurotus cystidiosus ingår i släktet Pleurotus och familjen musslingar.   Inga underarter finns listade i Catalogue of Life.